# Max Dörr
Carl Sebastian Max Dörr (* 31. August 1886 in Berlin; † 21. Dezember 1929 ebenda) war ein deutscher Journalist und Politiker der Kommunistischen Partei Deutschlands (KPD), von 1924 bis 1928 Abgeordneter des Preußischen Landtags und bis 1926 Vorsitzender der KPD-Fraktion in der Berliner Stadtverordnetenversammlung. 1926 wurde er nach einem Finanzskandal aus der KPD ausgeschlossen und wegen Unterschlagung  zu drei Monaten Gefängnis verurteilt. 

## Leben
Dörr erlernte nach der Volksschule den Beruf des Technischen Zeichners und trat 1908 in die Sozialdemokratische Partei Deutschlands (SPD) ein. In den folgenden Jahren wechselte er erst zur Unabhängigen Sozialdemokratischen Partei Deutschlands (USPD) und später zur Kommunistischen Partei Deutschlands (KPD), für die er verschiedene Funktionen ausübte. 1921 wurde er in die Berliner Stadtverordnetenversammlung und zum unbesoldeten Stadtrat gewählt.
Im März 1924 wurde Dörr Redakteur der KPD-Zeitung Die Rote Fahne. Für die Reichstagswahlen im Mai 1924 wurde Dörr auf den 4. Listenplatz im Wahlkreis Berlin gewählt, zog aber nicht in das Parlament ein. Im Juni 1924 war Dörr kurzzeitig inhaftiert. Im Dezember desselben Jahres wurde er in den Preußischen Landtag gewählt. Sein Mandat in der Berliner Stadtverordnetenversammlung behielt er und wurde dort Fraktionsvorsitzender. 1925 begann er eine neue journalistische Tätigkeit bei der Kommunalabteilung des Zentralkomitees (ZK) der KPD und war unter anderem verantwortlicher Redakteur der KPD-Zeitschrift Die Kommune. Zeitschrift für kommunistische Kommunalpolitik.
1926 wurde Dörr überraschend aus der KPD ausgeschlossen. Ihm wurde Unterschlagung von Parteigeldern zur Last gelegt. Im Mai 1927 wurde er zusätzlich beschuldigt, 3000 Reichsmark aus der Berliner Stadtkasse erhalten zu haben, die für die Rote Hilfe Deutschlands (RHD) bestimmt waren, aber nur 2000 Mark weitergeleitet und den Rest erst zwei Jahre später nachgereicht zu haben. Deswegen wurde er im selben Jahr zu drei Monaten Gefängnis verurteilt. Nach Dörrs Darstellung war seine linksoppositionelle Haltung zur KPD-Führung Grund für die Querelen.
Nach seinem Ausschluss aus Partei und Fraktionen der KPD übte Dörr seine Mandate bis 1928 als fraktionsloses Mitglied aus. Im August 1927 veröffentlichte er in der russischen Emigrantenzeitung Rul eine Serie über „Die Abhängigkeit und Finanzierung der KPD von Moskau“. 
Dörr trat danach politisch oder journalistisch nicht mehr in Erscheinung.